# أولاد ج محمد بن امبارك (أولاد اجميل)
أولاد ج محمد بن امبارك هو دُوَّار يقع بجماعة اخميسات الشاوية، إقليم سطات، جهة الدار البيضاء سطات في المملكة المغربية. ينتمي الدوّار لمشيخة أولاد اجميل التي تضم 27 دوار. يقدر عدد سكانه بـ 73 نسمة حسب الإحصاء الرسمي للسكان والسكنى لسنة 2004.

## روابط خارجية
- البوابة الوطنية للجماعات الترابية
- المندوبية السامية للتخطيط